# Benoît Trémoulinas
Benoît Trémoulinas, né le 28 décembre 1985 à Bordeaux (Gironde, France), est un footballeur international français qui évolue au poste de latéral gauche de 2007 à 2017.

## Biographie
Issu du centre de formation des Girondins de Bordeaux et attaquant de formation, Trémoulinas participe activement aux matchs de préparations pendant l'été 2007, lui laissant espérer une place dans le groupe professionnel pour la saison qui s'annonce. Il apprécie notamment apporter de l'aide offensivement dans son couloir gauche.
Il dispute son premier match en professionnel contre Le Mans UC le 15 août 2007. Il dispute également les trois matchs des Girondins de Bordeaux en Coupe UEFA.
Régulièrement titulaire, le latéral gauche d'ascendance réunionnaise prend ses aises, au point de repousser Jurietti et Placente sur le banc.
Souvent comparé à Bixente Lizarazu par son début de carrière et son amour pour le championnat allemand, son vrai modèle reste Jérôme Bonnissel autre ancien latéral gauche bordelais avec qui il discute souvent et qui lui donne de nombreux conseils.
Après avoir été convoqué à trois reprises par Laurent Blanc sans entrer en jeu, Trémoulinas est appelé par Didier Deschamps en remplacement de Gaël Clichy qui doit déclarer forfait pour la rencontre amicale en Italie programmée le 14 novembre 2012. Il honore sa première sélection en entrant en jeu en fin de rencontre (victoire 1-2).
Le 10 juillet 2013, alors qu'il lui reste une dernière année de contrat à honorer, il quitte la formation girondine et s'engage pour quatre ans au Dynamo Kiev. Le montant du transfert est estimé à 6,5 millions d'euros. Sa carrière girondine en L1 aura été créditée de 9 buts et 29 passes décisives.
Le 31 janvier 2014, il est prêté par son club ukrainien à l'AS Saint-Étienne, prêt assorti d'une option d'achat de 4 millions d'euros.
Le 13 mai 2014, il fait partie des sept réservistes présents dans la liste du sélectionneur de l'équipe de France Didier Deschamps.
Tout le long du mois de juillet, des tractations seront activées entre lui-même, son agent, Saint-Étienne et le Dynamo Kiev pour qu'il puisse rester au sein du club stéphanois. Finalement, le 27 juillet, les négociations échouent et Benoît Trémoulinas reste en Ukraine.
Il évolue à partir de 2014 au Séville FC avec qui il remporte la Ligue Europa 2015.
Il est sélectionné par Didier Deschamps pour les confrontations contre le Brésil et le Danemark en mars 2015. Il est titulaire lors du match contre la Belgique en juin 2015. Il est coupable d'un tacle extrêmement dangereux sur Dries Mertens, sans gravité finalement.
En août 2015, Trémoulinas perd avec Séville en finale de la Supercoupe UEFA contre le FC Barcelone qui, au terme d'un match intense, parvient à s'imposer 5-4 dans les prolongations. Mi-novembre, l'arrière gauche inscrit son premier but pour les Andalous en Ligue des champions lors d'une défaite contre Manchester City.
Le 5 mai 2016, Trémoulinas subit une rupture au ménisque externe du genou gauche qui nécessite une intervention chirurgicale. Son club indique une convalescence de quatre semaines, ce qui prive le joueur de la finale de la Ligue Europa et d'une possibilité de sélection avec la France pour participer à l'Euro 2016.
Lors de l'été 2016, il est annoncé au Paris-Saint Germain par la presse française mais confie son envie de continuer l'aventure en Espagne. Il débute donc sa troisième saison avec le Séville FC.
En mai 2017, Trémoulinas ne prolonge pas son contrat avec le Séville FC et devient alors libre de tout contrat.
Le 14 février 2019, il décide à contrecœur de prendre sa retraite, près de trois ans après son dernier match officiel. L'ancien latéral international français (5 sélections) écrit avoir « tout donné, tout tenté. Mais après trois interventions chirurgicales sur mon genou en deux ans et demi, mon état physique ne me permet plus de poursuivre ma carrière de footballeur. ».
Á partir de mars 2019, il devient consultant sur la chaîne L'Équipe en intégrant L'Équipe d'Estelle.
Il se marie le 26 juillet 2021 avec Aurore Trémoulinas.
Ils ont ensemble une petite fille, Cassidie, née en 2017.

## Statistiques

### Générales
| Saison                | Club                    | Championnat           | Championnat | Championnat | Championnat | Coupe nationale | Coupe nationale | Coupe nationale | Coupe de la Ligue | Coupe de la Ligue | Coupe de la Ligue | Supercoupe | Supercoupe | Supercoupe | Compétition(s) continentale(s) | Compétition(s) continentale(s) | Compétition(s) continentale(s) | Compétition(s) continentale(s) | Supercoupe UEFA | Supercoupe UEFA | Supercoupe UEFA | France | France | France | Total | Total | Total |
| Saison                | Club                    | Division              | M.          | B.          | P.d.        | M.              | B.              | P.d.            | M.                | B.                | P.d.              | M.         | B.         | P.d.       | Comp.                          | M.                             | B.                             | P.d.                           | M.              | B.              | P.d.            | M.     | B.     | P.d.   | M.    | B.    | P.d.  |
| 2007-2008             | Girondins de Bordeaux   | Ligue 1               | 9           | 0           | 1           | 4               | 0               | 0               | -                 | -                 | -                 | -          | -          | -          | C3                             | 7                              | 1                              | 0                              | -               | -               | -               | -      | -      | -      | 20    | 1     | 1     |
| 2008-2009             | Girondins de Bordeaux   | Ligue 1               | 26          | 0           | 5           | 1               | 0               | 0               | 3                 | 1                 | 0                 | -          | -          | -          | C3                             | 1                              | 0                              | 0                              | -               | -               | -               | -      | -      | -      | 31    | 1     | 5     |
| 2009-2010             | Girondins de Bordeaux   | Ligue 1               | 35          | 2           | 7           | 2               | 0               | 1               | 3                 | 0                 | 0                 | 1          | 0          | 0          | C1                             | 9                              | 0                              | 1                              | -               | -               | -               | -      | -      | -      | 50    | 2     | 9     |
| 2010-2011             | Girondins de Bordeaux   | Ligue 1               | 31          | 0           | 3           | 2               | 0               | 0               | 1                 | 0                 | 0                 | -          | -          | -          | -                              | -                              | -                              | -                              | -               | -               | -               | -      | -      | -      | 34    | 0     | 3     |
| 2011-2012             | Girondins de Bordeaux   | Ligue 1               | 36          | 2           | 3           | 3               | 0               | 0               | 1                 | 1                 | 0                 | -          | -          | -          | -                              | -                              | -                              | -                              | -               | -               | -               | -      | -      | -      | 40    | 3     | 3     |
| 2012-2013             | Girondins de Bordeaux   | Ligue 1               | 28          | 1           | 7           | 5               | 1               | 0               | 1                 | 0                 | 0                 | -          | -          | -          | C3                             | 11                             | 0                              | 1                              | -               | -               | -               | 2      | 0      | 0      | 47    | 2     | 8     |
| Sous-total            | Sous-total              | Sous-total            | 165         | 5           | 26          | 17              | 1               | 1               | 9                 | 2                 | 0                 | 1          | 0          | 0          | -                              | 28                             | 1                              | 2                              | -               | -               | -               | 2      | 0      | 0      | 222   | 9     | 29    |
| 2013-2014             | Dynamo Kiev             | Division 1            | 7           | 0           | 3           | 1               | 0               | 2               | -                 | -                 | -                 | -          | -          | -          | C3                             | 6                              | 0                              | 1                              | -               | -               | -               | -      | -      | -      | 14    | 0     | 6     |
| 2014                  | Dynamo Kiev             | Division 1            | 3           | 0           | 0           | -               | -               | -               | -                 | -                 | -                 | -          | -          | -          | -                              | -                              | -                              | -                              | -               | -               | -               | -      | -      | -      | 3     | 0     | 0     |
| Sous-total            | Sous-total              | Sous-total            | 10          | 0           | 3           | 1               | 0               | 2               | -                 | -                 | -                 | -          | -          | -          | -                              | 6                              | 0                              | 1                              | -               | -               | -               | -      | -      | -      | 17    | 0     | 6     |
| 2014                  | AS Saint-Étienne (prêt) | Ligue 1               | 12          | 0           | 0           | 0               | 0               | 0               | -                 | -                 | -                 | -          | -          | -          | -                              | -                              | -                              | -                              | -               | -               | -               | -      | -      | -      | 12    | 0     | 0     |
| Sous-total            | Sous-total              | Sous-total            | 12          | 0           | 0           | 0               | 0               | 0               | -                 | -                 | -                 | -          | -          | -          | -                              | -                              | -                              | -                              | -               | -               | -               | -      | -      | -      | 12    | 0     | 0     |
| 2014-2015             | FC Séville              | Liga                  | 20          | 0           | 2           | 0               | 0               | 0               | -                 | -                 | -                 | -          | -          | -          | C3                             | 10                             | 0                              | 3                              | -               | -               | -               | 2      | 0      | 0      | 32    | 0     | 5     |
| 2015-2016             | FC Séville              | Liga                  | 24          | 0           | 2           | 2               | 0               | 0               | -                 | -                 | -                 | -          | -          | -          | C1+C3                          | 6+4                            | 1+0                            | 0+0                            | 1               | 0               | 0               | 1      | 0      | 0      | 38    | 1     | 2     |
| 2016-2017             | FC Séville              | Liga                  | 0           | 0           | 0           | 0               | 0               | 0               | -                 | -                 | -                 | -          | -          | -          | C1                             | 0                              | 0                              | 0                              | -               | -               | -               | -      | -      | -      | 0     | 0     | 0     |
| Sous-total            | Sous-total              | Sous-total            | 44          | 0           | 4           | 2               | 0               | 0               | -                 | -                 | -                 | -          | -          | -          | -                              | 20                             | 1                              | 3                              | 1               | 0               | 0               | 3      | 0      | 0      | 70    | 1     | 7     |
| Total sur la carrière | Total sur la carrière   | Total sur la carrière | 231         | 5           | 33          | 20              | 1               | 3               | 9                 | 2                 | 0                 | 1          | 0          | 0          | -                              | 54                             | 2                              | 6                              | 1               | 0               | 0               | 5      | 0      | 0      | 321   | 10    | 42    |

### Matchs internationaux
| Matchs internationaux de Benoît Trémoulinas | Matchs internationaux de Benoît Trémoulinas | Matchs internationaux de Benoît Trémoulinas    | Matchs internationaux de Benoît Trémoulinas | Matchs internationaux de Benoît Trémoulinas | Matchs internationaux de Benoît Trémoulinas | Matchs internationaux de Benoît Trémoulinas                |
| #                                           | Date                                        | Lieu                                           | Adversaire                                  | Résultat                                    | Compétition                                 | Notes                                                      |
| ------------------------------------------- | ------------------------------------------- | ---------------------------------------------- | ------------------------------------------- | ------------------------------------------- | ------------------------------------------- | ---------------------------------------------------------- |
| 1                                           | 14 novembre 2012                            | Stade Ennio-Tardini, Parme, Italie             | Italie                                      | V 2 - 1                                     | Match amical                                | Entre en jeu à la place de Moussa Sissoko à la 90e minute. |
| 2                                           | 5 juin 2013                                 | Stade Centenario, Montevideo, Uruguay          | Uruguay                                     | D 0 - 1                                     | Match amical                                | Titulaire.                                                 |
| 3                                           | 29 mars 2015                                | Stade Geoffroy-Guichard, Saint-Étienne, France | Danemark                                    | V 2 - 0                                     | Match amical                                | Titulaire.                                                 |
| 4                                           | 7 juin 2015                                 | Stade de France, Saint-Denis, France           | Belgique                                    | D 3 - 4                                     | Match amical                                | Titulaire.                                                 |
| 5                                           | 7 septembre 2015                            | Matmut Atlantique, Bordeaux, France            | Serbie                                      | V 2 - 1                                     | Match amical                                | Titulaire.                                                 |

## Palmarès

### En club
- Vainqueur de la Ligue Europa en 2015 et en 2016 avec le Séville FC
- Champion de France en 2009 avec les FC Girondins de Bordeaux
- Vainqueur de la Coupe de France en 2013 avec les FC Girondins de Bordeaux
- Vainqueur de la Coupe de la Ligue en 2009 avec les FC Girondins de Bordeaux
- Vainqueur du Trophée des Champions en 2008 et 2009 avec les FC Girondins de Bordeaux
- Finaliste de la Supercoupe d'Europe en 2015 avec le Séville FC
- Vice-champion de France en 2008 avec les FC Girondins de Bordeaux
- Finaliste de la Coupe de la Ligue en 2010 avec les FC Girondins de Bordeaux
- Champion de France des réserve professionnelle en 2005 avec l'équipe réserve des Girondins de Bordeaux

### Distinction individuelle
- Nommé dans l'équipe-type de la Ligue 1 en 2010